# Fabiana Cantilo
Fabiana Cantilo (Buenos Aires; 3 de marzo de 1959) es una intérprete, cantante, compositora de rock y pop y actriz argentina. Considerada la voz femenina más importante del rock argentino, en toda su carrera ha vendido aproximadamente seis millones de discos.

## Biografía
Nació en Buenos Aires, el 3 de marzo de 1959, es hija de Silvina Luro Pueyrredón y Gabriel Cantilo. Sus primeros pasos en la música fueron a los ocho años cuando ya estudiaba guitarra. Su primera gran presentación la tuvo en un acto escolar en el Instituto Bayard, allí interpretó “Balada para un loco” frente a Astor Piazzolla y a Amelita Baltar que se encontraban entre el público. Con su familia, se mudó a una quinta cercana a Ezeiza y empezó el secundario en el colegio San Marcos de Monte Grande. Al terminar el colegio, fue becada en Estados Unidos para seguir la carrera de Bellas Artes, pero dos meses luego regresó a la Argentina. Comenzó a cantar en el Viejo Café, un pub en el que su padre exponía sus pinturas, con un repertorio que incluía canciones de Yes, Genesis, The Beatles. Allí canto con Suéter, donde conoció a algunos de sus compañeros de ruta, como Miguel Zavaleta, Daniel Melingo y Andrés Calamaro. Tiempo después, Zavaleta la contacta con Viviana Tellas, quien la convence de integrar el grupo Las Bay Biscuits.

## Años 1980
Comenzó su carrera a principios de los años 1980 como miembro de Las Bay Biscuits, un grupo de rock teatral íntegramente formado por mujeres, el cual participaba en shows de bandas de primer nivel como Serú Girán y Patricio Rey y sus Redonditos de Ricota (los cuales la convocaron para su demo de 1981, en el tema "Superlogico"). En 1982, Daniel Melingo la invitó a integrar Los Twist junto con Pipo Cipolatti, Polo Corbella, Eduardo Cano y Gonzalo Palacios. Ese mismo año grabó voces para "Transatlántico art-decó" en Pubis angelical, el primer disco publicado por Charly García como solista.
En 1983, Charly García la convocó para ser corista en las presentaciones de su segundo disco solista Clics modernos. Allí conoció a Fito Páez, comenzó una relación amorosa e inauguró un periodo de excesos.

## Los Twist
Fabiana fue la segunda voz femenina de una de las bandas fundadoras del nuevo rock argentino de la década de los 80, Los Twist. Fue creada por Pipo Cipolatti y Daniel Melingo, en 1982, e integrada por Gonzalo Palacios en vientos, Eduardo Cano en guitarras y Polo Corbella en batería, quien fue reemplazado por Rolo Rossini. Tocaban en distintos lugares de la Ciudad de Buenos Aires, en especial el viejo Café Einstein, donde también se presentaban con Sumo, Soda Stereo y Virus. En 1983 grabaron su primer disco, La dicha en movimiento, el cual fue un éxito grabado en 29 horas vendió más de 120 000 unidades, convirtiéndolo en disco de platino. Con hits como "Cleopatra la reina del Twist", "Pensé que se trataba de cieguitos", "Ritmo colocado", "Jabones flotadores", entre otros; de este último tema, se realizó un videoclip. Fue producido por Charly García, quien junto con Andrés Calamaro, participaron en el disco, en teclados. Después de una gira por todo el país presentando su primer álbum, la banda viajó a Europa con el objeto de grabar uno nuevo. Era el mejor momento de la formación cuando Cantilo les anunció la decisión de abandonarlos. El golpe fue duro de superar y hasta puso en jaque la continuidad del grupo. Fue reemplazada por otras cantantes, pero la banda se seguía reuniendo de vez en cuando, como en  1988, 1991, 1992, 1996, y más. En 1991 fue invitada a participar en el disco Cataratas musicales, en el que pone su voz al tema "Ricardo Rubén".

## Inicio de su carrera solista
En 1985 grabó su primer disco solista, Detectives, producido por Charly García, con temas escritos por él, Fito, Spinetta y dos en los que Fabiana compartió autoría.
Contó para la grabación con una banda formada por Oscar Moro, Richard Coleman, Daniel Melingo, Gustavo Bazterrica, Oscar Mediavilla, Rinaldo Rafanelli, Negro Garcia López, Polo Corbella y Fernando Samalea. La presentación se llevó a cabo en el Pub Gracias Nena, con la banda de Páez.
Durante 1986 y 1989 estudió canto. Trabajó como corista de Charly y Fito, entre otros artistas. Hizo coros para el disco Privé, de Luis Alberto Spinetta, y para La la la, de Spinetta y Páez. Armó su propio grupo soporte, Los Perros Calientes, con Gabriel Carámbula. Con ellos grabó su segundo álbum en 1988, con el apoyo de su pareja por aquellos años, Fito Páez, en la producción artística. Se destacan los temas "Nada", "Sólo dame un poco" y "Empire State". El álbum se reeditó en 2006, con un comentario de Marcelo Fernández Bitar.
En 1989, Pete Seeger, el padre de la música folk y protesta, tocó junto a León Gieco en Buenos Aires en el Teatro Ópera el 12, 13 y 15 de octubre. En este concierto participaron Fabiana Cantilo, Baglietto, Fito Páez y otros músicos, invitados por Gieco. El dinero recaudado fue donado a un hospital de Nicaragua donde vivía la hija de Seeger
Ese mismo año, compuso "A punto de caer" con García, el cual fue integrado en el disco Cómo conseguir chicas.

## Años 1990
En 1990 compuso con Charly García el tema "Siempre puedes olvidar", incluido (en versión cantada por ambos) en el álbum publicado ese mismo año, Filosofía barata y zapatos de goma, de García. En el mismo año participó de Mi Buenos Aires Rock, concierto organizado por la municipalidad de Buenos Aires, que convocó a cien mil personas en la avenida 9 de Julio, junto a Charly García, Luis Alberto Spinetta y La Portuaria. A fines de ese mismo año, teloneó nada menos que a Soda Stereo en la presentación oficial de Canción Animal en el estadio José Amalfitani.
Su trabajo más exitoso fue en 1991 con Algo mejor. Con la realización artística y dirección general de Fito Páez, el disco contó con una amplia repercusión gracias al corte "Mi enfermedad", de Andrés Calamaro, y otros temas como "Mary Poppins y el deshollinador", "Una chica torpe en la gran ciudad", "Kitty", "Arcos" (guitarras de Gustavo Cerati), "Cosas que pasan" y "Algo mejor".
Su carrera continuó como vocalista invitada de los shows de Charly García, Los Twist y Fito Páez, y como telonera de Roxette en Vélez en 1992.
En 1992, Pipo Cipolatti le ofreció a Cantilo participar en su nuevo programa: "Boro Boro", nombre que Telefe sacó de uno de los temas de Los Twist. Comenzó en 1992, y fue sacado del aire al poco tiempo. Fabiana hacia el papel de la simpática "Doctora Cantilo", tuvo las participaciones de Pappo, Carolina Peleritti y Nathán Pinzón.
En 1994 Cantilo recorrió el país presentando Golpes al vacío, en el cual no hay temas ni de Páez ni de García. «No hay temas de ellos, que son mis papás, justamente para demostrarle a la gente lo que soy por mí misma» (H. Vargas, pág. 125).Los videos de este álbum fueron: "Un pasaje hasta ahí" y "Amor equivocado".  Para esta ocasión arma una banda de excelentes músicos, formada por: Fenna Della Maggiora (guitarra, coros); Guillermo Arrom (guitarra, coros); Andrés Dulcet (bajo); Fernando "Pepi" Marrone (batería); Cristian Hubert (teclados); y Verónica Verdier (coros). Esta banda (a excepción de Verónica Verdier) es con la que posteriormente grabará el álbum Sol En Cinco.
En febrero de 1995 se presentó en el "Festival Internacional de la Canción", en Mar del Plata, junto a Charly García y Paralamas, entre otros. 
Luego, con la producción de Pedro Aznar presentó su nuevo LP, Sol en cinco, con invitados como Fito Páez, Gabriel Carámbula y David Lebón. De este álbum destaca la balada "Nada es para siempre", cuya letra y música es de Páez y la versión en español de la canción del primer álbum solista de Annie Lennox, "Diva", de 1992, "Money Can´t Buy It", traducido como "Nada lo compra". Los videos de "Sol en Cinco" son: "Ya Fue", "Querida Totó" y "Nada es para siempre". Por este CD, en 1996 obtiene el premio de la Asociación de Cronistas del Espectáculo (ACE) como mejor artista rock/melódica/pop.
En 1997 salieron dos compilados no oficiales. Lo mejor, que contiene sus grandes éxitos hasta ese año, con dos temas inéditos, "Dulce condena", de Andrés Calamaro y Ariel Rot y una versión dance del tema "Nada es para siempre (Forever radio edit)"; el otro CD de la colección: Libre acceso: Ya no creo en tu amor, con 10 temas de sus respectivos dos primeros discos como solistas: Detectives y Fabiana Cantilo y los Perros Calientes.
En 1998 lanzó De qué se ríen?, producido por Ulises Butrón, el cual Fabiana confiesa que fue su primer álbum más personal, con una portada en la que se la ve con un vestido y rodeada de chanchos, que es el animal que le corresponde en el horóscopo chino. Del álbum se destacaba el primer corte, y único videoclip: Júpiter, con la dirección de Nahuel Lerena. El 17 de diciembre obtuvo el premio MTV al mejor video femenino. Fabiana Cantilo fue la primera cantante argentina en ganar este premio.
En 1999 salió un segundo CD con grandes éxitos titulado Lo mejor de Fabiana Cantilo, y es citada por Lito Vitale para participar en su disco El grito sagrado junto a María Elena Walsh, Víctor Heredia, Jairo, Alejandro Lerner, Sandra Mihanovich, Pedro Aznar y Juan Carlos Baglietto, interpretando el "Saludo a la bandera".

## Años 2000
En abril de 2001, a raíz de la visita del músico español Alejandro Sanz, Cantilo fue convocada para abrir el espectáculo que brindó el cantante en el Estadio de Vélez.
A fines de 2002, luego de cuatro años sin material nuevo y de haberse mudado a San Martín de los Andes, presentó Información Celeste, un disco de canciones propias y autobiográficas, con doce temas con el ritmo que la caracteriza. El video de promoción es Destino Marcado. El álbum obtuvo muy buena aceptación de la crítica y del público y realizó una gira por todo el país por dos años.
En 2003, Cantilo incursiona en la música electrónica poniendo su voz a los temas de sus amigos del grupo "Stimulation" grupo paralelo de "Las manos de Filippi". Se grabó un demo con alrededor de cinco temas en inglés que solo algunos fanes pudieron conseguir.
También en este año participó como telonera de la colombiana Shakira, en el estadio Vélez Sarfield.
En noviembre de 2004, Fabiana participa como artista invitada en el recital de Gustavo Cerati que se realizó en Puerto Madero, juntos interpretaron el tema “Te llevo para que me lleves”, con una gran ovación del público.
Inconsciente colectivo (2005) es un homenaje al rock argentino. Cuenta con la participación de Gustavo Cerati, Fito Páez, Daniela Herrero, e Hilda Lizarazu, e incluye canciones de Luis Alberto Spinetta, Divididos, Suéter, Charly García, Fito Páez, Patricio Rey y sus Redonditos de Ricota y Andrés Calamaro. El disco superó el estatus de Disco de platino con más de 60 000 unidades vendidas, además de recibir el Premio Konex 2005, el Premio Gardel 2006 y dos nominaciones a los premios Latin Grammy 2006. Este álbum tuvo la participación de sus fanes y gente que votó oficialmente de un listado de más de 30 canciones clásicas del rock argentino, logrando quedar en el listado final solo 17 canciones. El disco se destaca por su originalidad en los arreglos y la intervención de Gustavo Cerati en "Eiti Leda". Fue filmado el proceso de grabación y se encuentra en el DVD titulado Inconsciente colectivo con los 17 temas y algunos extras. Lo acompañó una extensa gira por todo el país que duró casi dos años, y fue durante ese tiempo que escribió y preparó "Hija del rigor".

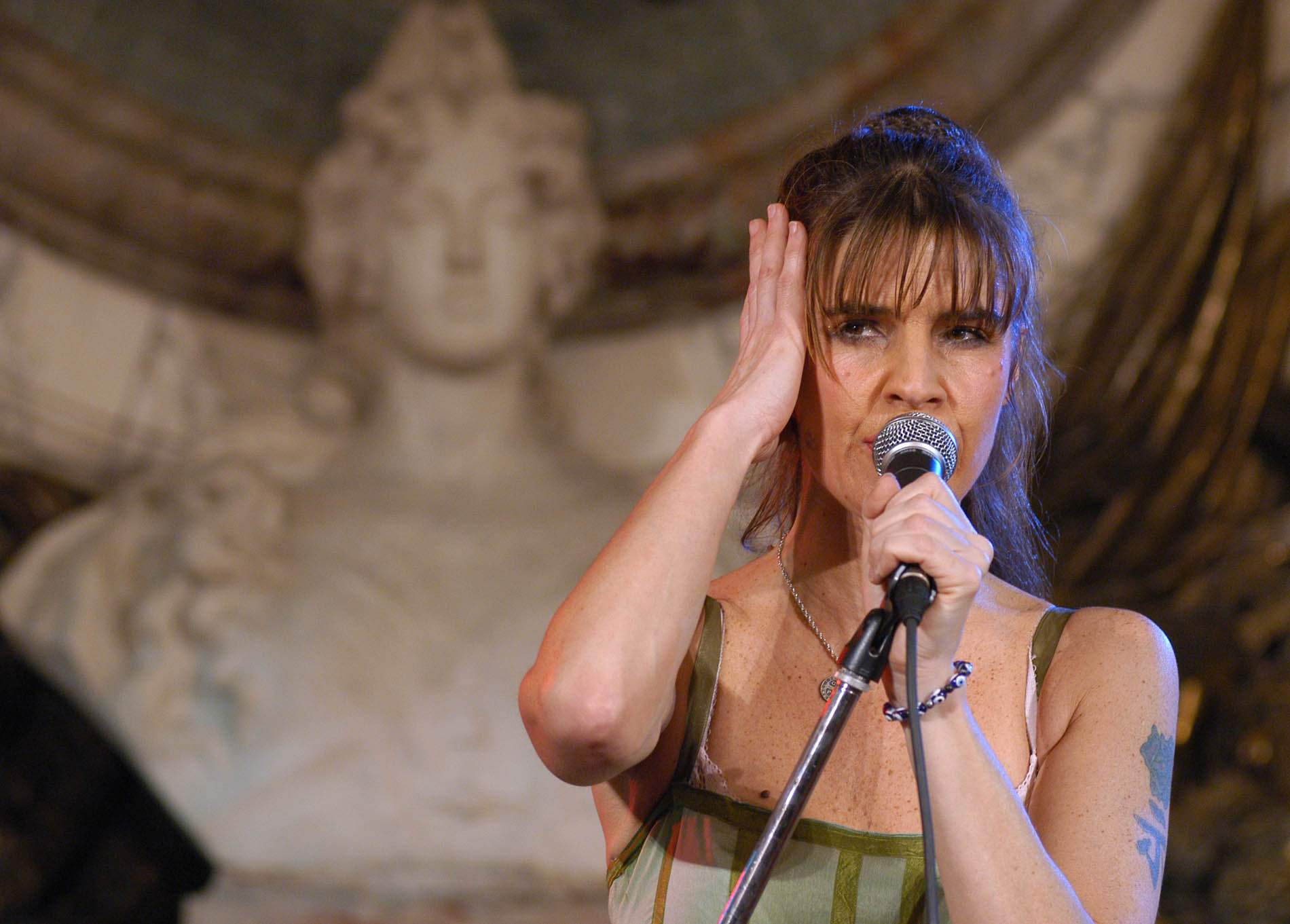
Fabiana Cantilo en un concierto en la Casa Rosada.

En 2007 apareció en un papel de la segunda película de Comedia de Fito Páez, ¿De quién es el portaligas?, filmada en Rosario, junto a Romina Ricci, Julieta Cardinali y Leonora Balcarce de la productora Circo Beat.
Hija del rigor (2007) es el noveno álbum de estudio de Fabiana Cantilo y refleja su consagración no solo como la gran voz femenina del rock nacional, sino también como compositora. El primer corte de difusión fue "Una tregua". Incluye catorce nuevas canciones. Dos de las canciones del disco ("Tercas palanganas" y "Viento del oeste") fueron escritas por Silvina Luro, la mamá de Fabiana. Son poemas que Fabi encontró y decidió ponerles música para convertirlos en canciones. Según Cantilo, a este disco “se le huele la madera y la verdad”.[cita requerida]
Con respecto al título, Fabiana prefiere que no sea asociado con la idea de víctima, sino “como cada mujer pueda interpretar esa frase. «Todos somos hijos del rigor en algún momento o de alguna manera».
El 2008 fue un año ambivalente para la cantante, por un lado Hija del rigor le valió el reconocimiento de la crítica como uno de los mejores trabajos del rock argentino a cargo de una solista femenina y por el otro cuestiones personales hicieron que deba ser internada motu proprio en una clínica psiquiátrica. «La gente después de 'pasar la tormenta' me recibió muy bien, con muy buena onda, mimos y mucho afecto. Los fans siempre están al mango, muchas personas cuando uno tiene una crisis y la sobrevive son bastante solidarias. Cuando salí de la clínica bajé un par de cambios. Sé que hablo mucho menos, estoy mucho más callada y meditativa, pero lo demás sigue igual», indicó. Una vez dada de alta volvió a los escenarios con shows en La Trastienda y el ND Ateneo.
En 2009 lanza su nuevo trabajo discográfico titulado En la vereda del sol, una continuidad de su exitoso Inconsciente colectivo. El repertorio está formado por temas de: Charly García, Luis Alberto Spinetta, Fito Páez, Andrés Calamaro, Soda Stereo, Los Abuelos de la Nada, Los Pericos, León Gieco, Serú Girán, Invisible, Attaque 77, Intoxicados y Virus.
Además, cuenta con la participación, en voces, de dos invitados: Kevin Johansen y Gustavo Cordera. En la vereda del sol fue grabado en el estudio El Santito y mezclado en los estudios Panda durante los meses de junio, julio y agosto de 2009. Fue producido por Maximiliano Moran Diuorno y Marcelo Capasso. La ingeniería de grabación y la masterización estuvo a cargo de Nicolás Kalwill. "Inconsciente colectivo" es el primer sencillo de difusión del nuevo álbum. Si bien esa misma canción sirvió como título de un álbum anterior, la canción propiamente dicha no había sido grabada en esa oportunidad ni había sido incluida en la lista de temas del disco.

## Años 2010
En diciembre de 2010 participó en el Festival El Abrazo, junto con Charly García, Fito Páez, Luis Alberto Spinetta, León Gieco, Gustavo Cordera, Gustavo Santaolalla, Vicentico, los Babasónicos, Bahiano, etc.
En 2011 Cantilo sacó su disco número 11, llamado "Ahora", con temas de su autoría. Lo presentó con una extensa gira en 2012.
En 2012 es nominada a los Premios Gardel, como mejor Álbum Artista de Rock, por su último disco Ahora. Este mismo año participó en la gira de Fito Páez titulada XX Después del Amor, como invitada a tocar en el Planetario porteño, junto con Charly García y Celeste Carballo.
A fines de 2013 fue telonera de Stevie Wonder,quien la invitó a cantar junto a él "Love's in Need of Love Today". Al año siguiente realizó una gira por Latinoamérica recorriendo países como Uruguay, México, Perú. entre otros.
El 25 de mayo de 2014 formó parte de los festejos por el aniversario de la Revolución de Mayo, en el marco del show "Somos Cultura" del Ministerio de Cultura de la Nación.
El 2014, además, inauguró una nueva etapa en su vida como actriz, en la primera película que se tituló "Aire Libre", dirigida por Anahí Berneri, con los protagónicos de Celeste Cid y Leonardo Sbaraglia. En la cual participa como madre del personaje de Cid.
Desde marzo de 2014, empezó a formar parte de la tira de canal Trece Guapas. Primero fue la encargada de cantar la canción para la cortina musical de la novela, luego se sumó al elenco de la serie, con un pequeño papel, interpretando a la cuñada de Araceli González.
Luego de su participación en la tira de canal Trece "Guapas" Realizó la gira "Kamikaze" por diferentes ciudades de España, finalizando en Ibiza con sus últimos dos espectáculos, este último, ocurrió en el Hard Rock.
En 2015 lanzó su nuevo álbum titulado "Superamor", el cual fue producido por Lisandro Aristimuño. El disco fue aclamado por la crítica y elegido como uno de los mejores álbumes del año por varias publicaciones, entre ellas la revista Rolling Stone Argentina. Algunos críticos especializados en el rock local afirman que es uno de los mejores discos de su carrera.
En este último trabajo discográfico, fusionó géneros como el rock, el pop y el folclore con texturas electrónicas. «Aliada a Lisandro Aristimuño, la cantante cruza pop-rock con folclore y texturas electrónicas y llega más lejos que nunca» enuncia la crítica de 4 estrellas que le otorgó la revista Rolling Stone al disco, titulada «El renacimiento de Fabiana Cantilo». La publicación especializada de rock destacó: «En Superamor, un muro de teclados y programaciones coloca esta balada épica en un lugar de fantasía, ecos de Annie Lennox en Medusa. Cantó: "Revolver un nido de papel/Alcanzar la cima del dolor/Conocer la muerte y renacer". En esa línea condensa el eje poético de este disco, en el que la presencia del dolor acecha, pero la esperanza es el destino final. Allí, Cantilo encuentra un nuevo punto de partida».
A fines de 2015 recibió su segundo Premio Konex de Platino en la disciplina Mejor Solista Femenina de Rock por sus logros en la música durante la última década.
Ese año también participa en el programa de televisión emitido por Telefe "Tu cara me suena" como jurado.
Durante 2016, formó parte de Giros, 30 años, acompañando a Fito Páez en cada presentación, participó en el rodaje de la película "Hipersomnia" del director de cine Gabriel Grieco que se estrenó en marzo de 2017, donde también interpretó el tema original del filme junto con Claudia Puyó y Daniela Herrero.
En 2017 editó “Proyecto33”, doble CD y DVD en vivo, un viaje musical donde la cantante hace un recorrido por sus treinta y tres años en la música tocando temas de todos sus discos y también aquellos que la han marcado e inspirado a lo largo de su carrera, disco ganador del Premio Gardel al Mejor álbum artista femenina de rock.
Icono indiscutible del rock nacional, en su edición de junio de 2018, la revista Rolling Stone le dedicó la portada como en reconocimiento.
El 2019 la encontró presentando su disco número 14 titulado “Cuna de piedra” disco producido artísticamente por ella.
En este disco podemos escuchar flautas celtas, gaitas y violines y está afinado en 432 hertz (en vez de 440 el La brillante) que es una afinación curativa. 
Grabó una canción para Fito Páez "Dinosaurito" y para Chary García "La Carta". También escribió una para su gata "Luna".

### Años 2020
En 2021 editó el sencillo "La batalla", compuesto durante la pandemia de COVID-19.
En mayo de 2022 la Legislatura de la Ciudad Autónoma de Buenos Aires la declaró Personalidad Destacada de la Ciudad Autónoma de Buenos Aires en el ámbito de la cultura.

## Discografía

### ConLos Twist
- La dicha en movimiento (1983)
- Cataratas musicales (1991)

### Solista

#### Estudio
- Detectives (1985)
- Fabiana Cantilo y los Perros Calientes (1987)
- Algo Mejor (1991)
- Golpes al Vacío (1993)
- Sol en Cinco (1995)
- De Qué Se Ríen? (1998)
- Información Celeste (2002)
- Inconsciente Colectivo (2005)
- Hija del Rigor (2007)
- En La Vereda del Sol (2009)
- Ahora (2011)
- Superamor (2015)
- Cuna de Piedra (2019)

#### En vivo
- Proyecto 33: En Vivo (2017)

### Compilaciones
- Serie ABC (1996)
- Lo mejor (1997)
- Libre acceso: Ya no creo en tu amor (1997)
- Lo mejor de Fabiana Cantilo (1999)
- Mi enfermedad (2000)
- Grandes éxitos - Oro (Los Twist) (2003)

### Sencillos/Promocionales
- Tú arma en sur (Sencillo) (1984)
- La vela (Sencillo) (1993)
- Júpiter (Sencillo) (1998)
- Fue amor (Sencillo) (2005)
- Inconsciente colectivo (Sencillo: Eiti Leda + Yo vivo en esta ciudad + Reportaje + Saludo Final + Microguías) (2005)
- Inconsciente colectivo (Sencillo: Amanecer en la ruta + Eiti Leda + Donde manda marinero) (2005)
- Una tregua (Sencillo) (2007)
- Superamor (Sencillo: Girasoles) (2015)
- Tiro de Gracia (Sencillo) (2019)

### Colaboraciones
| Título                               | Artista                                 | Año  |
| Demos RCA (coros en Superlógico)     | Patricio Rey y sus Redonditos de Ricota | 1981 |
| Suéter                               | Suéter                                  | 1982 |
| Pubis angelical                      | Charly García                           | 1982 |
| Corista en Clics modernos            | Charly García                           | 1983 |
| Piano bar                            | Charly García                           | 1984 |
| Del 63                               | Fito Páez                               | 1984 |
| Giros                                | Fito Páez                               | 1985 |
| Privé                                | Luis Alberto Spinetta                   | 1986 |
| La la lá                             | Luis Alberto Spinetta y Fito Páez       | 1986 |
| Ciudad de pobres corazones           | Fito Páez                               | 1987 |
| Parte de la religión                 | Charly García                           | 1987 |
| Ey!                                  | Fito Páez                               | 1988 |
| Cómo conseguir chicas                | Charly García                           | 1989 |
| Esa Fulanita                         | Liliana Herrero                         | 1989 |
| Grito en el cielo                    | Leda Valladares                         | 1989 |
| Grito en el cielo 2                  | Leda Valladares                         | 1990 |
| Filosofía barata y zapatos de goma   | Charly García                           | 1990 |
| Tercer mundo                         | Fito Páez                               | 1990 |
| El amor después del amor             | Fito Páez                               | 1992 |
| Prix D`ami (Buen Sonido)             | Andrés Calamaro                         | 1994 |
| Circo Beat                           | Fito Páez                               | 1995 |
| Suéter 5                             | Suéter                                  | 1995 |
| Enemigos íntimos                     | Fito Páez y Joaquín Sabina              | 1998 |
| Demasiado ego                        | Charly García                           | 1999 |
| Calamaro querido! Cantando al salmón | homenaje a Andrés Calamaro              | 2006 |
| Hormonal                             | Hilda Lizarazu                          | 2007 |
| ¡Gieco querido! Cantando al león     | homenaje a León Gieco                   | 2008 |
| Dicho y hecho                        | Iván Noble                              | 2009 |
| Confiá                               | Fito Páez                               | 2010 |
| Canciones para aliens                | Fito Páez                               | 2011 |
| Sinfonía para catedrales vivas       | homenaje a Litto Nebbia                 | 2012 |
| La ciudad liberada                   | Fito Páez                               | 2017 |
| Los años salvajes                    | Fito Páez                               | 2021 |

### Videoclips
- Jabones Flotadores (Los Twist)
- Bailando hasta que se vaya la noche (Fito Páez)
- Track Track (Fito Páez)
- Nada más preciado (Fito Páez)
- Solo dame un poco
- Solo los chicos (Fito Páez)
- Mary Poppins y el deshollinador
- Arcos
- Mi enfermedad
- Amor equivocado
- Un pasaje hasta ahí
- Soy un hippie (Fito Páez)
- Ya fue
- Querida Toto
- Nada es para siempre
- Nada es para siempre (remix)
- Júpiter
- Destino Marcado
- Fue amor
- Canción de Alicia en el país
- Una tregua
- Hija del rigor
- Brillante sobre el Mic
- Inconsciente Colectivo
- Pupilas lejanas
- Una vez más
- Micron de segundo
- Rayo de luz
- Meteoritos
- Girasoles
- Payaso
- La batalla

## Participaciones en televisión y cine
- 1992: Boro Boro, con Pipo Cipolatti
- 1996: El mundo contra mi, del director Beda Docampo Feijoo
- 1998: A.P.H.U. "Sorpresa y media" (participación especial)
- 2006: El refugio, emitida por Canal 13 (participación especial)
- 2007: ¿De quién es el portaligas?, de Fito Páez
- 2012: Soñando por Cantar, (participación especial)
- 2012: Graduados, emitida por Telefe (participación especial)
- 2014: Guapas, emitida por Canal 13 (participación especial)
- 2014: Aire Libre película dirigida por Anahí Berneri (co-protagónica)
- 2014: Tu cara me suena 2 (Acompaña a Georgina Barbarossa que la imitaba)
- 2015: Viudas e hijos del rock and roll (ella misma)
- 2015: Tu cara me suena 3 (Acompaña a Leticia Brédice que la imitaba)
- 2017: Hipersomnia (película de 2017)
- 2022: Concierto con los Refugiados para Telefe y ACNUR

## Cantilo en ficción
En 2023 se estrenó la serie de Netflix El amor después del amor; en ella, Cantilo es representada por Micaela Riera.

## Premios y nominaciones

### Premios Carlos Gardel
| Año  | Categoría                            | Trabajo                             | Resultado | Ref.   |
| ---- | ------------------------------------ | ----------------------------------- | --------- | ------ |
| 1999 | Solista pop femenina                 | De qué se ríen?                     | Nominada  | [ 45 ] |
| 2003 | Mejor álbum artista femenina pop     | Información celeste                 | Ganadora  | [ 46 ] |
| 2006 | Mejor álbum artista femenina de rock | Inconsciente colectivo              | Ganadora  | [ 47 ] |
| 2006 | Álbum del año                        | Inconsciente colectivo              | Nominada  | [ 47 ] |
| 2006 | Producción del año                   | Inconsciente colectivo              | Nominada  | [ 47 ] |
| 2006 | Mejor videoclip                      | «Eiti Leda»                         | Nominada  | [ 47 ] |
| 2006 | Interpretación del año               | «El anillo del capitán Beto»        | Nominada  | [ 47 ] |
| 2009 | Mejor álbum artista de rock          | Hija del rigor                      | Nominada  | [ 48 ] |
| 2010 | Mejor álbum artista de rock          | En la vereda del sol                | Nominada  | [ 49 ] |
| 2012 | Mejor álbum artista de rock          | Ahora                               | Nominada  | [ 50 ] |
| 2018 | Mejor álbum artista femenina de rock | Proyecto 33                         | Ganadora  | [ 51 ] |
| 2020 | Mejor álbum artista de rock          | Cuna de piedra                      | Nominada  | [ 52 ] |
| 2023 | Mejor videoclip corto                | «Los años salvajes» (con Fito Páez) | Nominada  | [ 53 ] |